# Дубровицкий район
Дубровицкий район (укр. Дубровицький район) — упразднённая административная единица на севере Ровненской области Украины. Административный центр — город Дубровица.

## География
Площадь — 1820 км².
Основные реки — Горынь, Случь, Бережанка, Стубла.

## История
Район образован 17 января 1940 года как Домбровицкий район. Переименован в Дубровицкий район 15 августа 1944 года. 21 января 1959 года к Дубровицкому району была присоединена часть территории упразднённого Высоцкого района.
17 июля 2020 года в результате административно-территориальной реформы был включён в состав Сарненского района.

## Демография
Население района составляет 47 103 человека (2019 г.), в том числе в городских условиях проживают 9424 человека.

## Административное устройство
Количество советов:
- городских — 1;
- сельских — 23.

Количество населённых пунктов:
- городов районного значения — 1;
- сёл — 58.

## Населённые пункты
Список населённых пунктов района находится внизу страницы

## Культура
В с. Бережница родилась известный украинский скульптор Брыж, Теодозия Марковна (1929—1999). Здесь же поставлен памятник Т. Г. Шевченко её работы.